# Belica, Dobrova-Polhov Gradec
Belica este o localitate din comuna Dobrova-Polhov Gradec, Slovenia, cu o populație de 43 de locuitori.